# سانتوری
سانتوری (انگلیسی: Suntory) شرکت صنایع غذایی ژاپنی است، که در سال ۱۸۹۹ تأسیس شد.